# Гавань в Марселе (картина Синьяка, Эрмитаж)
«Гавань в Марселе» — картина французского художника неоимпрессиониста Поля Синьяка из собрания Государственного Эрмитажа.
На картине в пуантилистической манере изображена внутренняя гавань Старого марсельского порта. Слева возвышается башня Короля Рене марсельского форта Сен-Жан, возле которой на воде стоит небольшой пароходик. В центре картины на фоне набережной показан трёхмачтовый парусник. Справа виден кусок стены второго марсельского форта Сен-Никола. Слева внизу подпись художника: P. Signac.
Осенью 1898 года Синьяк, живший в то время в Сен-Тропе, вместе с Анри Кроссом совершил поездку в Марсель, где был сильно впечатлён активной жизнью Старого порта со множеством больших кораблей и маленьких снующих повсюду лодок, и исполнил с натуры несколько эскизов и рисунков. По возвращении в Сен-Тропе он 16 октября записал в своём дневнике: «Я начал сразу три холста, пока у меня ещё свежо воспоминание виденного в Марселе». На основании своих набросков, он в том же году написал несколько картин, среди которых были две очень близкие между собой «Вход в гавань в Марселе» (Музей Крёллер-Мюллер; холст, масло; 46 × 55 см, инвентарный № KM 103.185) и «Старый порт. Башня Сен-Жан» (местонахождение не установлено и она известна по старым репродукциям). Впоследствии он на протяжении многих лет неоднократно возвращался к видам марсельского порта.
Эрмитажная картина была написана в 1907 году, однако внучка художника и исследовательница его творчества Франсуаза Кешен отмечала что картина могла быть написана и годом ранее. В том же 1907 году картина сразу же была выставлена в Салоне независимых, где за 500 франков её приобрёл московский промышленник и коллекционер И. А. Морозов. После Октябрьской революции собрание Морозова было национализировано. Картина в числе прочих оказалась в Государственном музее нового западного искусства, а в 1930 году была передана в Государственный Эрмитаж. С конца 2014 года выставляется на четвёртом этаже здания Главного штаба, зал 408.
Российский искусствовед А. Г. Барская считает, что эрмитажное полотно является вольным повторением картин 1898 года из музея Крёллер-Мюллер и неизвестного местонахождения. При визуальном сравнении эрмитажной картины и работы из музея Крёллер-Мюллер видно что они, имея очень близкий размер, существенно отличаются: написаны с разного ракурса, центральный парусник показан под совершенно другим углом, отсутствует пароходик у левого края. А. Г. Костеневич отмечал: «нельзя сказать, что, воспроизводя свою прежнюю композицию, Синьяк механически копировал всё очень точно, до последней мелочи. В эрмитажной картине мазки крупнее и чище по цвету, так что напоминают кубика мозаичной кладки».
Также Костеневич указывает на существование ещё двух очень близких работ Синьяка.
Первая картина «Марсель. Башня Сен-Жан» написана в 1906 году и тогда же она была выставлена в Салоне независимых; эта картина находится в собрании музея Метрополитен в Нью-Йорке. Однако, при визуальном сравнении заметно, что она не имеет ничего общего с эрмитажной работой.
Вторая картина «Вход в порт Марселя» написана около 1911 года и находится в собрании музея Орсе в Париже (холст, масло; 116,7 × 162 см; инвентарный № RF 1977 324, LUX 1316). При визуальном сравнении она также обнаруживает мало общего с картиной из Эрмитажа.